# Championnat de Bulgarie de football 1959-1960
Navigation
Saison précédente Saison suivante
La saison 1959-1960 du Championnat de Bulgarie de football était la 36e édition du championnat de première division en Bulgarie. Les 12 meilleurs clubs du pays se retrouvent au sein d'une poule unique, la Vissha Professionnal Football League, où ils s'affrontent deux fois, à domicile et à l'extérieur. À l'issue du championnat, le dernier du classement est directement relégué en D2 et remplacés par les trois meilleurs clubs de deuxième division, afin de permettre le passage du championnat de 12 à 14 équipes.
C'est le CDNA Sofia, tenant du titre depuis 1954, qui remporte une nouvelle fois la compétition en terminant en tête du championnat, avec 4 points d'avance sur le Dinamo Sofia et 9 sur le duo Lokomotiv Sofia-PFC Slavia Sofia. Il s'agit du 11e titre de champion de Bulgarie de l'histoire du club.

## Les 12 clubs participants
| - PFK Levski Sofia - CDNA Sofia - Septemvri Sofia - Promu de D2 - FK Spartak Sofia - Promu de D2 - PFC Slavia Sofia - FK Spartak Varna | - Lokomotiv Sofia - Dunav Ruse - Spartak Plovdiv - PFK Spartak Pleven - Botev Plovdiv - Minyor Dimitrovo |

## Compétition

### Classement
Le barème utilisé pour établir le classement est le suivant :
- Victoire : 2 points
- Match nul : 1 point
- Défaite : 0 point

| Rang | Équipe              | Pts | J  | G  | N  | P  | Bp | Bc | Diff |
| ---- | ------------------- | --- | -- | -- | -- | -- | -- | -- | ---- |
| 1    | CDNA Sofia T        | 32  | 22 | 12 | 8  | 2  | 42 | 18 | +24  |
| 2    | Dinamo Sofia        | 28  | 22 | 11 | 6  | 5  | 32 | 22 | +10  |
| 3    | Lokomotiv Sofia     | 23  | 22 | 7  | 9  | 6  | 31 | 22 | +9   |
| 4    | PFC Slavia Sofia    | 23  | 22 | 7  | 9  | 6  | 30 | 28 | +2   |
| 5    | Septemvri Sofia P C | 22  | 22 | 7  | 8  | 7  | 34 | 31 | +3   |
| 6    | Minyor Dimitrovo    | 22  | 22 | 8  | 6  | 8  | 27 | 25 | +2   |
| 7    | Botev Plovdiv       | 21  | 22 | 8  | 5  | 9  | 30 | 31 | -1   |
| 8    | Dunav Ruse          | 20  | 22 | 7  | 6  | 9  | 29 | 34 | -5   |
| 9    | Spartak Plovdiv     | 20  | 22 | 4  | 12 | 6  | 21 | 28 | -7   |
| 10   | FK Spartak Varna    | 20  | 22 | 6  | 8  | 8  | 27 | 38 | -11  |
| 11   | FK Spartak Sofia P  | 19  | 22 | 5  | 9  | 8  | 21 | 29 | -8   |
| 12   | PFK Spartak Pleven  | 14  | 22 | 3  | 8  | 11 | 14 | 32 | -18  |

|  | Qualification pour la Coupe des clubs champions 1960-1961                                |
|  | Relégation en deuxième division                                                          |
|  | T : Tenant du titre C : Vainqueur de la Coupe de Bulgarie P : Promu de deuxième division |

## Bilan de la saison
| Championnat de Bulgarie de football 1959-1960 |                        |
| Champion                                      | CDNA Sofia (11e titre) |
| Coupes et trophées                            |                        |
| Vainqueur de la Coupe de Bulgarie 1959-1960   | Septemvri Sofia        |
| Qualifications continentales                  |                        |
| Coupe des clubs champions 1960-1961           | CDNA Sofia             |
| Promotions et relégations                     |                        |
| Promus en Vissha PFL                          | Beroe Stara Zagora     |
| Promus en Vissha PFL                          | Marek Stanke Dimitrov  |
| Promus en Vissha PFL                          | Cherno More Varna      |
| Relégués en B PFL                             | PFK Spartak Pleven     |